# Хингст, Каролин
Каролин Хингст (нем. Carolin Hingst; род. 18 сентября 1980 года, Донаувёрт) — немецкая легкоатлетка, специализирующаяся в прыжках с шестом. Участница двух Олимпиад (2004, 2008). Двукратная чемпионка Германии (2004, 2008). Двукратная чемпионка Германии в помещении (2005, 2010).

## Биография
Каролин Хингст родилась 18 сентября 1980 года в Донаувёрте.
Начала заниматься прыжками с шестом в 18 лет. Дебютировала на международной арене в 2001 году на молодёжном чемпионате Европы, где заняла третье место. В 2005 году выиграла серебряную медаль на Кубке Европы. 
Каролин на протяжении 14 лет участвовала в чемпионатах мира и Европы, однако не завоевала на них медалей.
Планировала завершить спортивную карьеру в 2014 году, после чего сконцентрироваться на работе тренером, однако вскоре вернулась к соревнованиям.

## Основные результаты
| Год  | Соревнования                    | Место проведения          | Место  | Результат |
| ---- | ------------------------------- | ------------------------- | ------ | --------- |
| 2001 | Чемпионат Европы среди молодёжи | Амстердам, Нидерланды     | 3      | 4,30 м    |
| 2001 | Чемпионат мира                  | Эдмонтон, Канада          | 10     | 4,25 м    |
| 2002 | Чемпионат Европы                | Мюнхен, Германия          | 13 (q) | 4,30 м    |
| 2003 | Чемпионат мира                  | Париж, Франция            | 15 (q) | 4,25 м    |
| 2004 | Чемпионат мира в помещении      | Будапешт, Венгрия         | 9 (q)  | 4,30 м    |
| 2004 | Олимпийские игры                | Афины, Греция             | 22 (q) | 4,30 м    |
| 2005 | Чемпионат Европы в помещении    | Мадрид, Испания           | 4      | 4,65 м    |
| 2005 | Чемпионат мира                  | Хельсинки, Финляндия      | 10     | 4,35 м    |
| 2007 | Чемпионат Европы в помещении    | Бирмингем, Великобритания | 10 (q) | 4,40 м    |
| 2007 | Чемпионат мира                  | Осака, Япония             | 16 (q) | 4,35 м    |
| 2008 | Олимпийские игры                | Пекин, Китай              | 6      | 4,65 м    |
| 2010 | Чемпионат мира в помещении      | Доха, Катар               | —      | NM        |
| 2010 | Чемпионат Европы                | Барселона, Испания        | 11     | 4,35 м    |
| 2013 | Чемпионат мира                  | Москва, Россия            | 17 (q) | 4,45 м    |
| 2014 | Чемпионат Европы                | Цюрих, Швейцария          | 10     | 4,35 м    |
| 2018 | Чемпионат Европы                | Берлин, Германия          | 9      | 4,30 м    |